# Bienvenue au Gondwana
 (août 2017).
Si vous disposez d'ouvrages ou d'articles de référence ou si vous connaissez des sites web de qualité traitant du thème abordé ici, merci de compléter l'article en donnant les références utiles à sa vérifiabilité et en les liant à la section « Notes et références ».
 (février 2017).
Pour les articles homonymes, voir Gondwana.
Pour plus de détails, voir Fiche technique et Distribution.
Bienvenue au Gondwana est un film franco-ivoirien réalisé par Mamane, sorti en 2016.

## Synopsis
La République très très démocratique du Gondwana est un pays imaginaire d'Afrique dirigée par le Président-Fondateur, qui annonce qu'il se présente à nouveau à sa succession. Une délégation internationale est envoyée dans le pays pour vérifier que les élections se déroulent démocratiquement.

## Fiche technique
- Titre: Bienvenue au Gondwana
- Réalisation: Mamane
- Scénario: Mamane, avec la collaboration de Stéphane Kazandjian
- Musique: Ray Lema
- Photographie: Antoine Marteau
- Montage: Catherine Schwartz
- Costumes: Nathalie Raoul
- Production: Éric et Nicolas Altmayer
- Directeur de Production: Mat Troi Day
- Sociétés de production: Mandarin Cinéma, en coproduction avec Gondwana-City Productions, Wild Bunch et l'Etat de Côte d'Ivoire
- Tournage : en 2016 à Abidjan, à Yamoussoukro (dont l'Hôtel Président et la basilique Notre-dame-de-la-Paix) et en France
- Genre : comédie
- Budget : 4 millions d'euros
- Pays d'origine :  France et  Côte d'Ivoire
- Langue originale : français
- Durée : 100 minutes
- Dates de sortie :
  - Côte d'Ivoire : 8 décembre 2016 (Rendez-vous du cinéma francophone) ; 21 avril 2017 (sortie nationale)[2]
  - France : 18 janvier 2017 (Festival de l'Alpe d'Huez ; 12 avril 2017 (sortie nationale)

## Distribution
- Antoine Gouy : Julien Franchon
- Antoine Duléry : Frédéric Delavill
- Michel Gohou : Gohou
- Digbeu Cravate : Digbeu
- Prudence Maïdou : Betty
- Andrea Schieffer : Heike
- Susanna Dimitri : Anita
- Nicky Marbot : Charles
- Ricky Tribord : Michael
- Matthew Vladimery : Andrew
- Lamine N'Diaye : le secrétaire Général
- Béno Sanvee : Béno
- Binda Ngazolo : Binda
- Luis Marquès : Patrice Bourier
- Léonard Groguhet : le président du Conseil de l'audiovisuel
- Blaise Kouadio : le président du Conseil économique et social
- Bienvenu Neba	: le président de la Cour des comptes
- Gabriel Zahon : le président du Conseil constitutionnel
- Akissi Delta : la présidente du Sénat
- Mike Danon : Junior, le fils du Président
- Sandra Nkaké : Shanna
- Cynthia Nassardine : la chef du protocole
- Jean-Louis Garçon : Moguingui
- Wilfred Benaïche : Riboulet
- Rasmane Ouédraogo : l'opposant historique
- Alex Ogou : Hervé
- Mamane : le journaliste de Gondwana TV
- Tiken Jah Fakoly : lui-même
- Didier Awadi : lui-même
- Hachimou Oumarou

## Production
Au départ, Bienvenue au Gondwana est tiré d’une « pièce typiquement humoristique », écrite par Mamane, sortie en février 2013 à Abidjan[réf. nécessaire].
Avec son budget de 4 millions d’euros, le film a bénéficié de l’appui de l'État ivoirien et en particulier du ministère de la Culture et de la Francophonie de la Côte d'Ivoire à hauteur de 15 % de son budget. Il a été largement soutenu par le ministre de la Culture et de la Francophonie de la Côte d'Ivoire, Maurice Bandaman, écrivain, romancier, dramaturge et homme politique.
Le film a été tourné sur plusieurs sites en Côte d’Ivoire et en France — à savoir un mois à Abidjan et trois semaines à Yamoussoukro puis une semaine en France.

## Distinction
- Festival international du film de comédie de l'Alpe d'Huez : sélection

### Critiques
- Article du journal Le Monde, 23 janvier 2017
- Article sur Balancing Act, 23 février 2017
- Article sur RFI, 9 décembre 2016
- Article sur abidjan.net, 18 avril 2016